# Järva-Madise kyrka
Järva-Madise kyrka (estniska: Järva-Madise kirik) är en luthersk kyrka i byn Albu i landskapet Järvamaa i Estland. Den byggdes i slutet av 1200-talet. Tornet byggdes först 1858. 